# Dolní Roveň
Dolní Roveň (en allemand : Unter Rowen) est une commune du district et de la région de Pardubice, en République tchèque. Sa population s'élevait à 2 116 habitants en 2024.

## Géographie
Dolní Roveň se trouve à 14 km à l'est de Pardubice, à 23 km au sud-est de Hradec Králové et à 110 km à l'est de Prague.
La commune est limitée par Dolní Ředice, Horní Ředice et Holice au nord, par Ostřetín et Trusnov à l'est, par Uhersko et Moravany au sud, et par Dašice à l'ouest.

## Histoire
La première mention écrite du village date de 1336.

## Administration
La commune se compose de quatre sections :
- Dolní Roveň
- Horní Roveň
- Komárov
- Litětiny

## Galerie

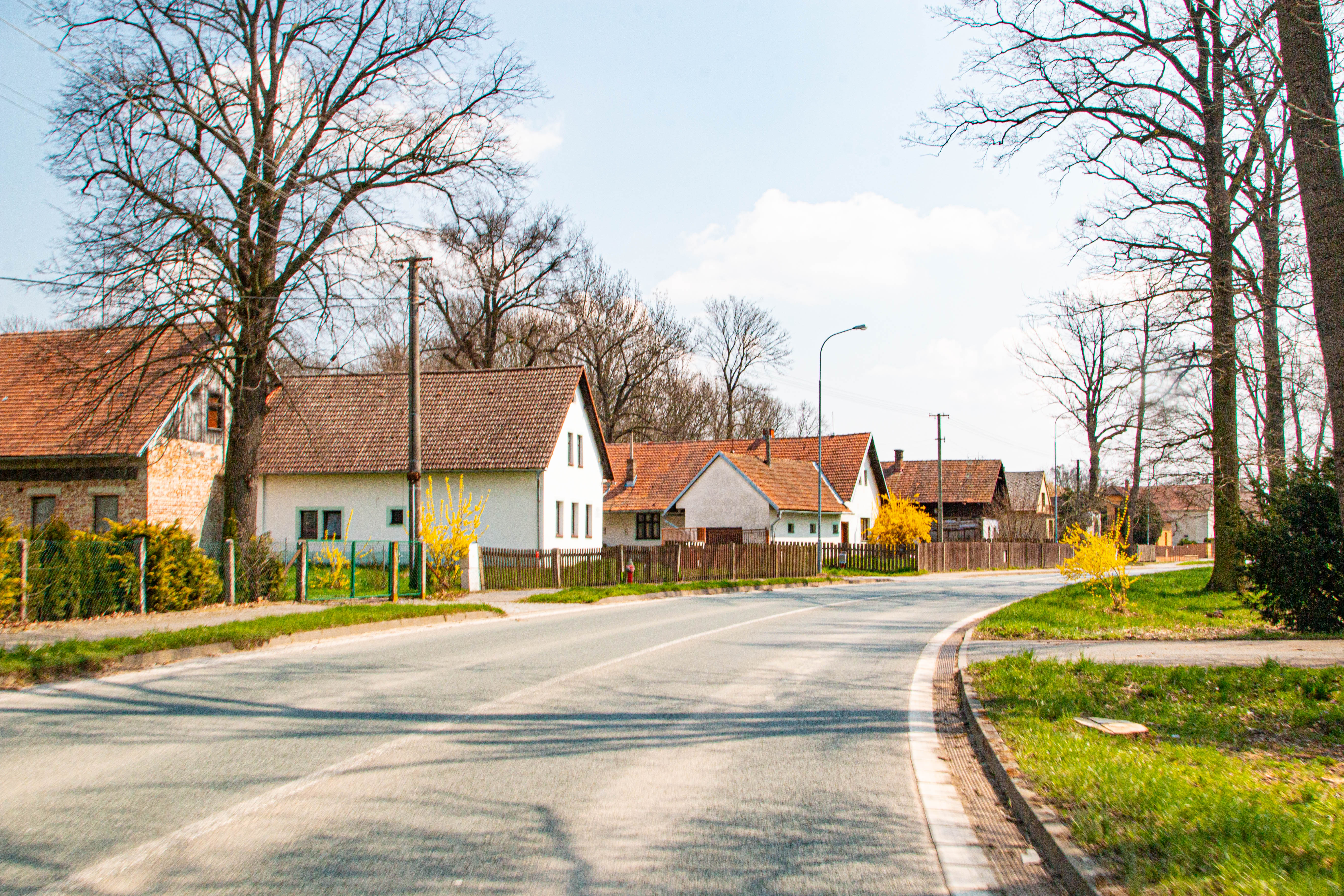
Horní Roveň : rue Hlavní.

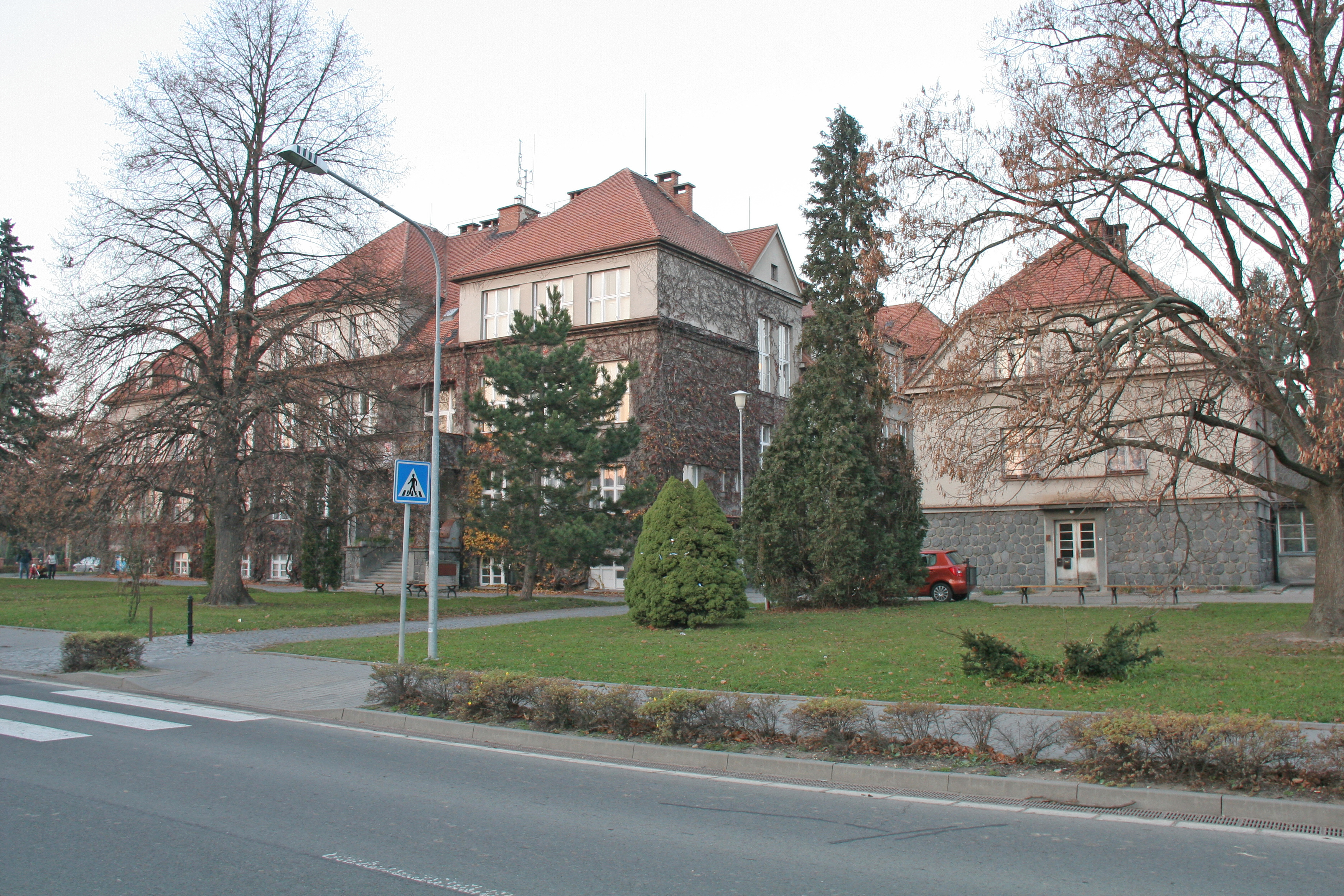
École à Dolní Roveň.
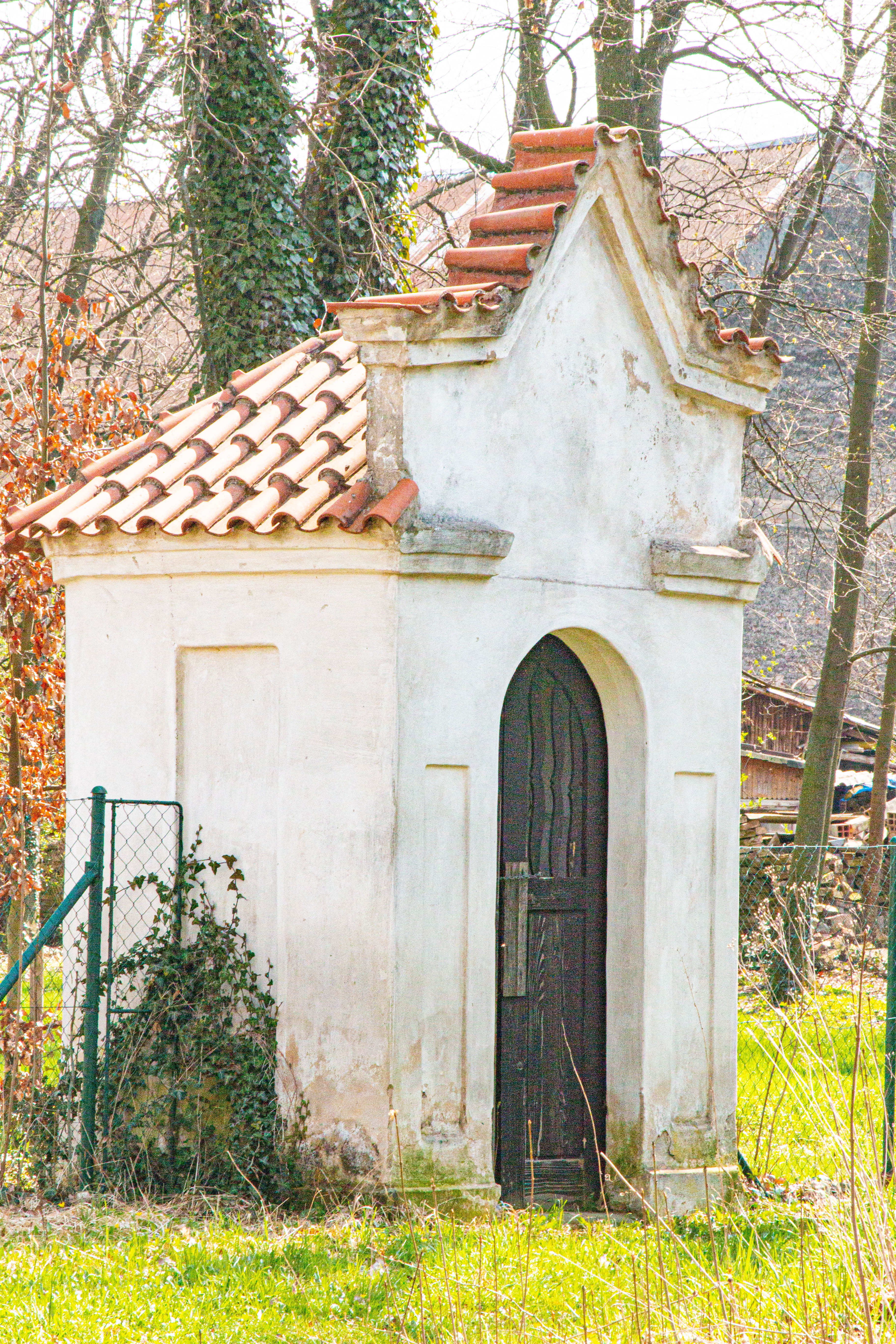
Chapelle Saint-Venceslas.

## Transports
Par la route, Dolní Roveň se trouve à 4 km de Holice, à 16 km de Pardubice, à 25 km de Hradec Králové et à 130 km de Prague. 